# Al-Yarmouk SC
El Al-Yarmouk Sporting Club és un club de Kuwait de futbol de la ciutat de Mishref. Vesteix de color blau fosc.
Va ser fundat el 28 de febrer de 1965.

## Palmarès
- Copa de l'Emir kuwaitiana de futbol:[3]
  - 1970, 1973

- Copa Federació kuwaitiana de futbol:[3]
  - 2002/03

- Segona Divisió de Kuwait:
  - 1967/68, 1988/89

### Futbol Sala
- Lliga de Kuwait:
  - 2009–10, 2010–11

- Supercopa de Kuwait:
  - 2010, 2011, 2014